# Lancia Kappa
Lancia Kappa – samochód osobowy klasy średniej-wyższej produkowany przez włoską firmę Lancia w latach 1994–2001.

## Historia i opis modelu

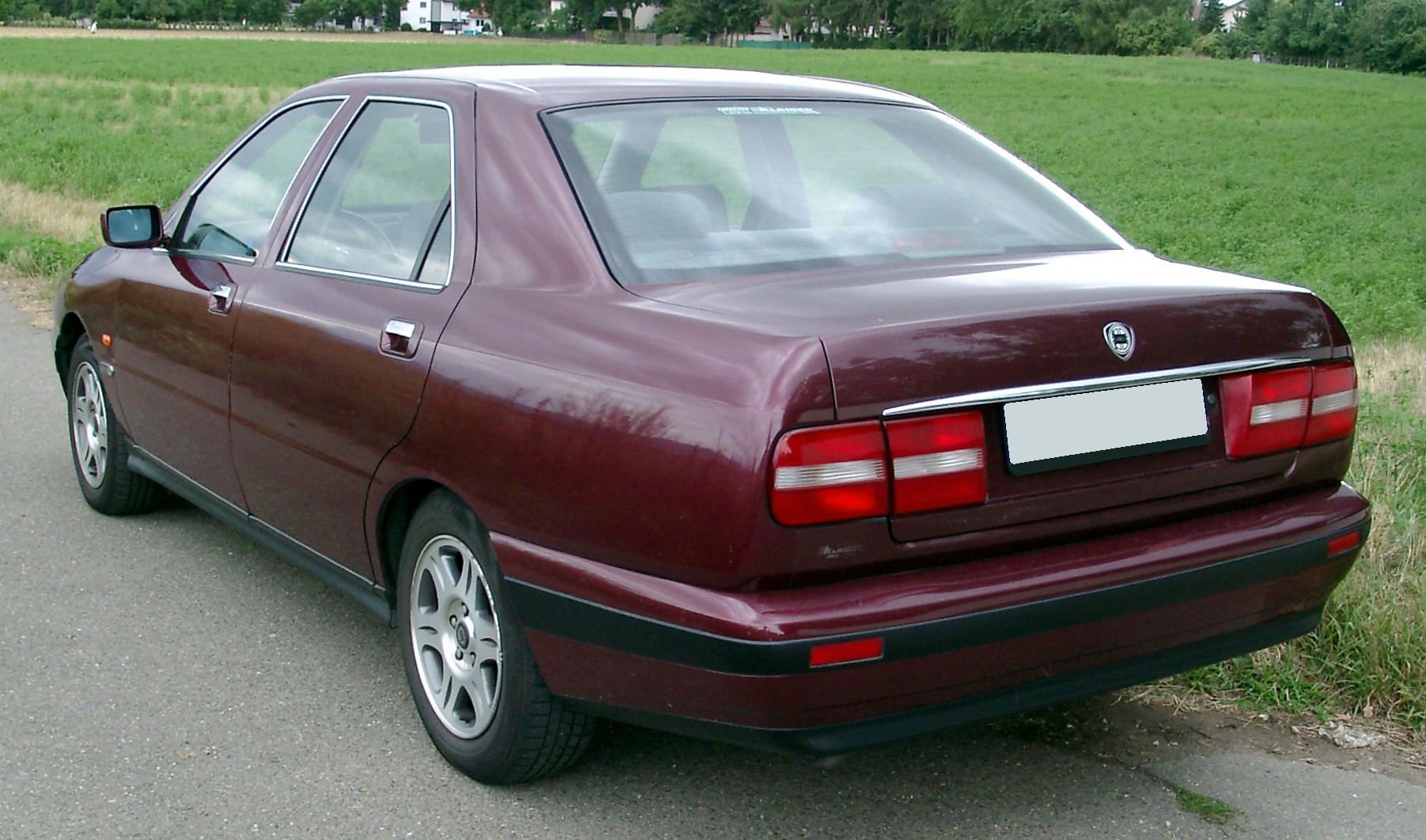
Lancia Kappa - tył

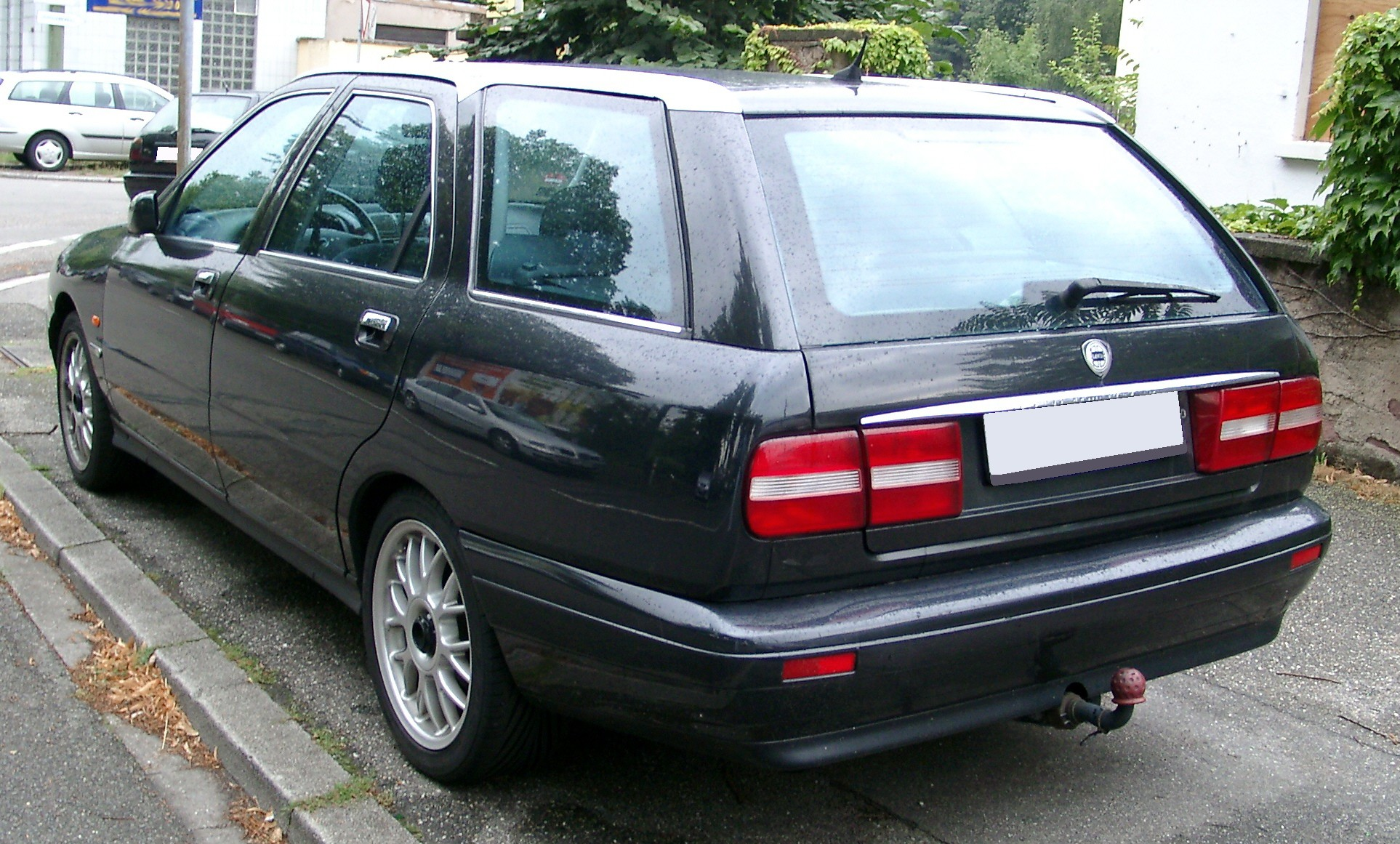
Lancia Kappa Kombi

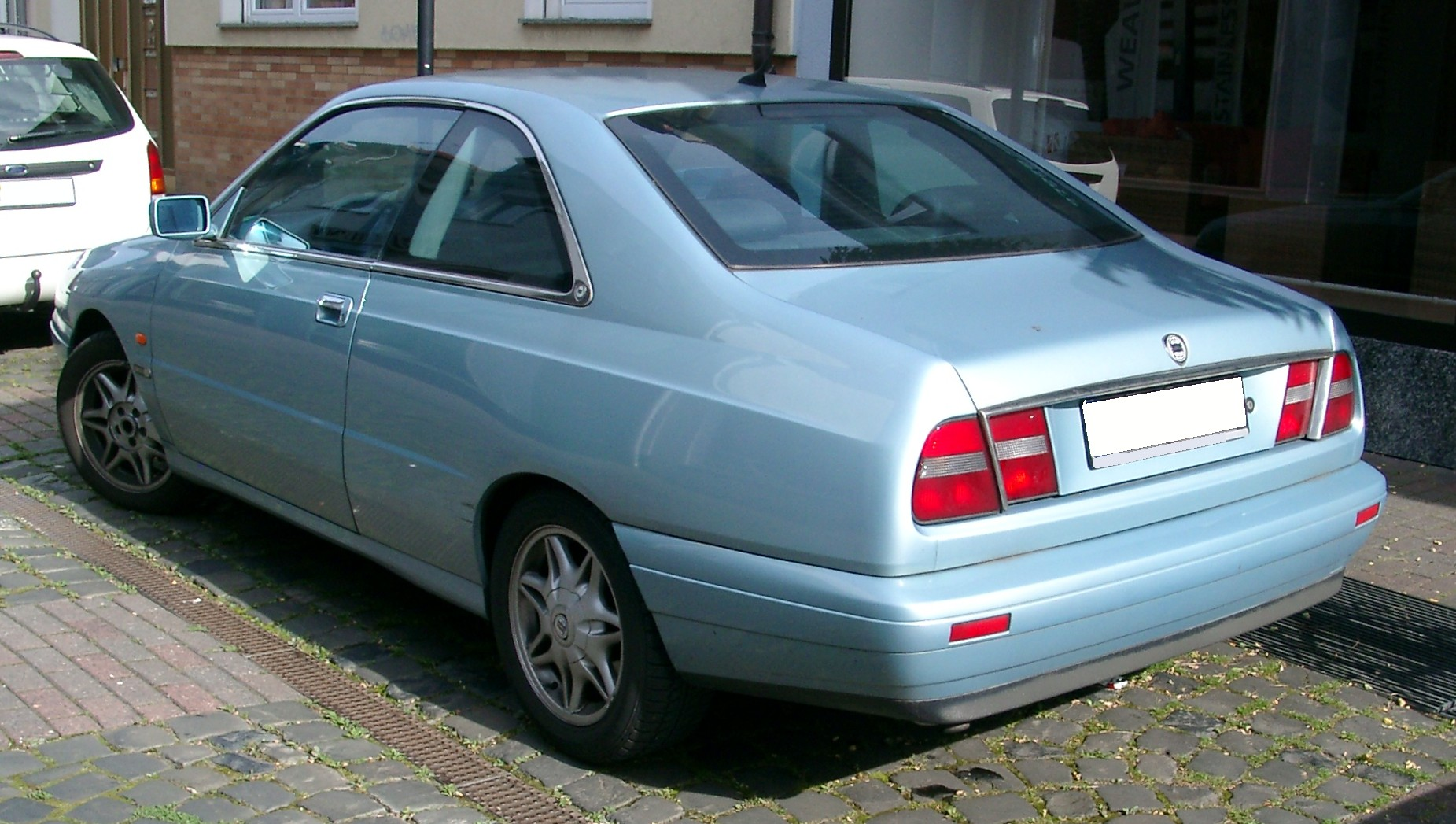
Lancia Kappa Coupé

Samochód zastąpił sztandarowy model marki – Thema. W 2001 roku auto zostało zastąpione przez Lancię Thesis. Kappa oferowana była jako sedan, coupé oraz kombi i była dostępna wyłącznie z kierownicą po lewej stronie.
Kappa jest dziesiątą literą greckiego alfabetu, którego litery często służyły za nazwy modeli Lancii. Często model Kappa przedstawiany był jako Lancia k. Samochód ten z racji wysokiej ceny nie cieszył się popularnością, wyprodukowano tylko 104 752 egzemplarze (według autocentrum.pl 117 216 egzemplarzy), z czego większość trafiła na rodzimy rynek. W Polsce Lancia Kappa zastępując Lancie Themę służyła jako limuzyna rządowa.

### Kappa SW i Coupé
Wersja kombi Lancii Kappa, zwanej SW została zaprojektowana przez studio Pininfarina i nie różniła się wymiarami od sedana, zwiększyła się wyłącznie przestrzeń bagażowa. Produkowana była od 1996 roku. W latach 1996–2000 wyprodukowano 9208 sztuk w zakładzie montażowym firmy stylistycznej w Grugliasco lub San Giorgio Canavese (strona lancia-historie.de podaje liczbę 9193).
Coupé różniło się nieco od wersji sedan; skrócony rozstaw osi, rozszerzony rozstaw kół tylnych a drzwi pozbyły się ramek. Przód  pozostał bez zmian. Produkowane było od 1996 roku. To było pierwsze coupé Lancii od 1984 roku, kiedy to zaprzestano produkcji modeli Beta i Gamma. Ta wersja jednak nie cieszyła się powodzeniem, wyprodukowano jedynie 3271 sztuk w zakładach Maggiora.

### Kalendarium
- 1994 – rozpoczęcie produkcji Kappy
- 1996 – uzupełnienie oferty o wersję kombi – Kappa SW; zmodernizowano dwulitrowy silnik oraz fotele
- 1997 – uzupełnienie oferty o wersję coupé; nastąpiły zmiany we wnętrzu, bagażniku, zawieszeniu i oferowano nowe aluminiowe felgi
- 1998 – dwulitrowy, doładowany silnik czterocylindrowy został zastąpiony silnikiem pięciocylindrowym, na miejsce turbodiesla wprowadzono jednostkę JTD. Zderzaki oferowano w całości w kolorze nadwozia, zrezygnowano z oferowania najsłabiej wyposażonej wersji LE. Rozpoczęto oferowanie wersji Turbo wyróżniającej się chromowanymi ramkami szyb bocznych. Rozpoczęto oferowanie skórzanej kierownicy oraz centralnego podłokietnika.
- 1999 - zmodyfikowano kolejne dwa pięciocylindrowe silniki.
- 2001 – rozpoczęto montowanie ksenonowych reflektorów HID. W drugiej połowie 2001 zaprzestano produkcji.

### Wyposażenie
W najbogatszych wersjach znajdują się m.in.: klimatyzacja elektroniczna, światła ksenonowe, samoregulujące zawieszenie, cztery poduszki powietrzne oraz elektrycznie sterowane, składane i podgrzewane lusterka.

### Dane techniczne
- Silnik

Najpopularniejszą jednostką montowaną w Lancii Kappa był benzynowy, pięciocylindrowy silnik 2,0 l/ 145 lub 155 KM.
| Silnik         | Układ i liczba cylindrów | Pojemność [cm³] | Moc maksymalna [KM/kW/przy obr./min] | Maks. moment obrotowy [Nm/przy obr./min] |
| -------------- | ------------------------ | --------------- | ------------------------------------ | ---------------------------------------- |
| 2.0 20v LE     | R5                       | 1998            | 145/107/6100                         | 185/4500                                 |
| 2.0 20v V.I.S. | R5                       | 1998            | 155/114/6500                         | 186/4000                                 |
| 2.4 20v        | R5                       | 2446            | 175/129/6100                         | 230/3750                                 |
| 2.0 16v Turbo  | R4                       | 1995            | 205/151/5600                         | 298/2750                                 |
| 2.0 20v Turbo  | R5                       | 1998            | 220/162/6000                         | 309/2750                                 |
| 3.0 V6 24v     | V6                       | 2959            | 204/150/6300                         | 270/4500                                 |
| 2.4 TD         | R5                       | 2387            | 124/91/4250                          | 250/2250                                 |
| 2.4 JTD        | R5                       | 2387            | 136/100/4000                         | 304/2000                                 |

- podwozie
  - Zawieszenie przednie: zawieszenie kolumnowe McPherson
  - Zawieszenie tylne: wahacz poprzeczny z kolumną McPhersona
  - Hamulce przód/tył: tarczowe/tarczowe
  - ABS
- Wymiary i ciężary
  - Dł x szer x wys [mm]: 4685x1825x1460
  - Rozstaw osi [mm]: 2700
  - Rozstaw kół przód/tył [mm]: 1545/1525
  - Masa własna: 1440–1510 kg
  - DMC: 2000–2030 kg
  - Pojemność bagażnika: 525 l
  - Pojemność zbiornika paliwa: 70 l
- Osiągi

| Silnik        | 0–100 km/h [s] | Prędkość maks. [km/h] | Deklarowane zużycie paliwa [l/100 km] | Statystyczne zużycie paliwa [l/100 km] |
| ------------- | -------------- | --------------------- | ------------------------------------- | -------------------------------------- |
| 2.0 20v LE    | 9,8            | 205                   | 9,4                                   | 10,7                                   |
| 2.0 20v       | 9,2            | 212                   | 9-10                                  | 10,3                                   |
| 2.4 20v       | 8,7            | 215                   | 9,4                                   | 11,1                                   |
| 2.0 Turbo 16v | 7,3            | 235                   | 9                                     | 11                                     |
| 3.0 V6 24v    | 8              | 225                   | 9,5                                   | 12,2                                   |
| 2.4 TD        | 11,5           | 193                   | 8                                     | 8,4                                    |
| 2.4 JTD       | 10             | 202                   | 7,2                                   | 7,7                                    |
| 2.0 Turbo 20v | 7,3            | 243                   | 8,5                                   | 10,8                                   |